# Halid Ziya Uşaklıgil
Halid Ziya Uşaklıgil (Istanbul, 12 febbraio 1865 – Istanbul, 27 marzo 1945) è stato uno scrittore, poeta e drammaturgo turco.
Parte del movimento Edebiyat-ı Cedide ("Nuova letteratura") del tardo impero ottomano, egli fu il fondatore e collaboratore di molti movimenti e istituzioni letterari, tra cui il suo fiore all'occhiello, la rivista Servet-i Fünun ("La ricchezza del sapere"). Egli fu un forte critico del Sultano Abdul Hamid II, cosa che portò alla censura di gran parte del suo lavoro da parte del governo ottomano. I suoi numerosi romanzi, opere teatrali, racconti e saggi includono il suo romanzo d'amore del 1899 Aşk-ı Memnu ("Amore proibito"), che è stato adattato in una serie televisiva di successo internazionale con lo stesso nome.

## Biografia
Halid Ziya Uşaklıgil nacque a Istanbul nel 1866. Nella stessa città egli frequentò dapprima la scuola elementare e poi la scuola secondaria Fatih Rüştiyesi. La sua famiglia si trasferì a Smirne nel 1879. Qui completò la sua istruzione secondaria frequentando l'istituto che ora è conosciuto come Izmir Atatürk Lisesi. In seguito, per imparare il francese egli frequentò una scuola cattolica armena, dove completò i suoi primi lavori di traduzione. Nel 1886 Uşakligil fondò il giornale Hizmet. Dopo il 1896 le sue opere furono pubblicate sulla rivista letteraria turca Servet-i Fünûn, nota per adottare degli stili letterari europei.
Quando il suo romanzo Kırık Hayatlar ("Vite spezzate") fu censurato dal regime ottomano di Abdul Hamid II nel 1901, egli smise di pubblicare romanzi. Vite spezzate poté essere pubblicato solo nel 1923, dopo la fondazione della Turchia moderna. Lo stile giovanile di Uşaklıgil è basato sul romanticismo francese e la maggior parte dei suoi romanzi tratta di amore incompiuto. La sua opera si distingue dalla letteratura turca contemporanea per la sua forma più concreta. Lo scrittore crea il proprio linguaggio artistico attraverso l'uso di prestiti dal persiano e dall'arabo.
Nei suoi ultimi anni lo scrittore si trasferì nel villaggio di San Stefano vicino a Istanbul. Nel 1926, quando una nuova legge impose di dare un nome turco a ciascuna comunità, suggerì di dare al villaggio il nome attuale di Yeşilköy (letteralmente: "Villaggio verde").

## Opere
Romanzi
- Nemide (1889)
- Bir Ölünün Defteri (1889)
- Ferdi ve Şürekâsı (1894)
- Mai ve Siyah (1897)
- Aşk-ı Memnu (1900)
- Kırık Hayatlar (1923)

Racconti
- Bir Muhtıranın Son Yaprakları (1888)
- Bir İzdivacın Tarih-i Muaşakası (1888)
- Heyhat (1894)
- Solgun Demet (1901)
- Sepette Bulunmuş (1920)
- Bir Hikâye-i Sevda (1922)
- Hepsinden Acı (1934)
- Onu Beklerken (1935)
- Aşka Dair (1936)
- İhtiyar Dost (1939)
- Kadın Pençesinde (1939)
- İzmir Hikâyeleri (1950) (postumo)

Drammi
- Kabus (1918)

Memorie
- Anı: Kırk Yıl (1936)
- Saray ve Ötesi (1942)
- Bir Acı Hikâye (1942)

Poesia
- Mensur Şiirler (1889)

Saggi
- Sanata Dair (1938–1955) (in tre volumi)